# Geitodoris bonosi
Geitodoris bonosi is een slakkensoort uit de familie van de Discodorididae. De wetenschappelijke naam van de soort is voor het eerst geldig gepubliceerd in 1981 door Ortea & Ballesteros.